# Quixelôs
Os quixelôs são um povo indígena que vivia no centro-sul do atual estado do Ceará. Foram aldeados na Missão da Telha, hoje Iguatu. Situada na Ribeira dos Quixelôs. 
Remanescentes do povo indígena Quixelô estão se reorganizando na cidade de Iguatu, no Ceará, por meio da Articulação dos Povos Indígenas Quixelô (APIQ). A organização é liderada pelo cacique KiriGuaçu Ibiaçá, também conhecido como Eduardo Kariri Quixelô, e se identificam com a denominação de povo indígena Kariri Quixelô. 